# Akcija Feniks 72
Akcija Feniks 72 je hrvatski dokumentarni film.
Dokumentarni je film o Bugojanskoj skupini. Režirao ga je hrvatski redatelj Tomislav Šango. Scenarij je napisao Ivan Pavličić prema knjizi Bože Vukušića Hrvatsko revolucionarno bratstvo – Rat prije rata. Producent je Klub hrvatskih povratnika iz iseljeništva (Zagreb), a koproducent Hrvatsko katoličko dobrotvorno društvo (HKDD) iz Sarajeva, tjednik Hrvatski vjesnik iz Melbournea.
Cilj filma je gledateljima što vjernije prikazati u rekonstrukciji svaku fazu Akcije "Fenix '72.", počevši od osmišljavanja akcije u Australiji, priprema u Europi, izvedbe i nesretnog završetka. Za izradu filma dugo je godina uporno i profesionalno istraživan rad hrvatskog političkog iseljeništva, s naglaskom na hrvatsku tajnu osloboditeljsku organizaciju Hrvatsko revolucionarno bratstvo (HRB), kojemu je ova akcija bila najpoznatiji pothvat. Obrađeni su brojni obavještajni, policijski, sudski i vojni izvori te prikazane dokumentarne audio i video snimke i autentičnih svjedočenja većih dio koji se u ovom filmu prvi put prikazuju javnosti.